# Dívida histórica
Dívida histórica é um termo usado para afirmar que as sociedades, governos e Estados do presente devem assumir responsabilidade quanto as injustiças que as sociedades, governos e Estados do passado cometeram contra outras sociedades.

## Exemplos
A Alemanha tem uma "dívida histórica" com os judeus, por causa do Holocausto praticado pelos nazistas na Segunda Guerra Mundial.
O Brasil tem uma "dívida histórica" com os negros, por causa da escravidão negra que existiu no Brasil até 1888.
A Europa tem uma "dívida histórica" com a África, devido aos protetorados europeus do passado na África.
Os Estados Unidos norte-americanos tem uma "dívida histórica" com os índios apaches, devido a colonização das terras desses índios no passado.

## Utilização
- Lula reconhece que Brasil herda grande e histórica dívida com a África.

Em Cabo Verde, presidente brasileiro afirma que país tem "dívida histórica" com o continente africano.
Na cúpula Brasil-Cedeao que acontece neste sábado, na Ilha do Sal, Lula ressaltou que "é impossível devolver nossa dívida histórica com a África.
- No Brasil, a Lei Federal nº 12.711/2012 garante a legalidade do Sistema de cotas baseado na dívida histórica.

- Países da América Latina têm dívida histórica com o Paraguai", diz Emir Sader

O que é preciso considerar é que o acordo foi feito por dois regimes militares, portanto, a questão da legitimidade política desse acordo pode ser questionada e rediscutida.
Além disso, existe uma dívida histórica de todos os países da região para com o Paraguai.